# أبراهام فان هيلسنغ
ابراهام فان هيلسنغ (بالإنجليزية: Abraham Van Helsing)‏ شخصية خيالية، عن طبيب هولندي يتم تجنيده لصيد مصاصي الدماء واشتهرت هذه الشخصية من خلال رواية دراكولا.